# Vil·la Maria Rosa
Vil·la Maria Rosa és una obra de Sant Iscle de Vallalta (Maresme) protegida com a Bé Cultural d'Interès Local.

## Descripció
És un habitatge unifamiliar aïllat situat a una finca al sud-est del nucli. Consta de dos plantes i la coberta a dues vessants. La composició de la façana és molt sòbria i simètrica. A la planta baixa, la porta d'accés situada al centre està emmarcada per dues columnes que sostenen un petit porxo cobert per un ràfec de petita volada. Als laterals, dues finestres amb ampit de teules i un trenca aigües pla. Al centre del pis superior trobem una finestra bífora formada per dues obertures amb forma d'arc de mig punt recolzades a una petita columna. Destaca el trenca aigües que segueix la forma dels arcs d'aquesta obertura.